# Limón (provins)
Limón er en provins i Costa Rica. Den ligger østligt i landet, langs hele Atlanterhavskysten, og grgnser op til Nicaragua, Panama og provinserne Puntarenas, San José, Cartago og Heredia. Provinserne administrationscentrum er byen Limón. Provinsen har et areal på 9 189 km² og et indbyggertal på 386 862 (2011).

## Kantoner
Provinsen Limón er inddelt i seks kantoner (administrationscentrumer):
- Pococí (Guápiles)
- Guácimo (Guácimo)
- Siquirres (Siquirres)
- Matina (Matina)
- Limón (Puerto Limón)
- Talamanca (Bribri)